# Zygota microtoma
Zygota microtoma är en stekelart som först beskrevs av Jean-Jacques Kieffer 1909.  Zygota microtoma ingår i släktet Zygota, och familjen hyllhornsteklar. Arten är reproducerande i Sverige.